# Dizzya
Dizzya — вимерлий, монотипний рід кажанів, який зустрічався в регіоні Чамбі, Туніс, у середньому еоцені. Його описували на основі одного верхнього моляра, нижнього зубного ряду з двома зламаними зубами та плечової кістки. Це найменший і, поряд з Witwatia sigei, найдавніший представник Philisidae, вимерлої родини кажанів, споріднених з Vespertilionidae.